# Bogdantsi (Silistra)
Bogdantsi (Bulgaars: Богданци) is een dorp in het noordoosten van Bulgarije. Zij is gelegen in de gemeente Glavinitsa in de oblast Silistra. Het dorp ligt ongeveer 31 km ten zuidwesten van Silistra en 322 km ten noordoosten van de hoofdstad Sofia.

## Bevolking
In de eerste volkstelling van 1934 registreerde het dorp 714 inwoners. Dit groeide tot een officiële hoogtepunt van 934 inwoners in 1965. Sindsdien schommelt het inwonersaantal rond de 600 à 700 inwoners. Op 31 december 2019 telde het dorp 683 inwoners.
Van de 613 inwoners reageerden er 429 op de optionele volkstelling van 2011. Van deze 429 respondenten identificeerden 241 personen zichzelf als Bulgaarse Turken (78,3%), gevolgd door 109 etnische Bulgaren (25,4%) en 77 Roma (17,9%).
Van de 613 inwoners in februari 2011 werden geteld, waren er 134 jonger dan 15 jaar oud (21,9%), gevolgd door 401 personen tussen de 15-64 jaar oud (65,4%) en 78 personen van 65 jaar of ouder (12,7%).